# Serie C 2013-2014 (hockey su ghiaccio)
La Serie C 2013-2014 è stato il quarto ed ultimo livello del Campionato italiano di hockey su ghiaccio giocato nella stagione 2013-2014. Il campionato era organizzato dai comitati regionali della FISG di Lombardia, Piemonte e Valle d'Aosta.
Il campionato, nato da quella che nella stagione precedente era stata la Serie D, avrebbe dovuto rappresentare il terzo ed ultimo livello, ma la decisione di far disputare la Seconda Divisione 2013-2014 alle squadre italiane iscritte in Inter-National-League lo fece slittare nuovamente al quarto livello.

## Squadre
Le squadre iscritte sono state sei.
| Ambrosiana        | Lombardia   | Milano                  |
| Aosta             | Val D'Aosta | Aosta                   |
| Diavoli Rossoneri | Lombardia   | Sesto San Giovanni (MI) |
| Pinerolo          | Piemonte    | Pinerolo (TO)           |
| Real Torino       | Piemonte    | Torino                  |
| Torino Bulls      | Piemonte    | Torino                  |

## Formula
Le squadre si sono affrontate in un girone di andata e ritorno.  Al termine della stagione regolare, le prime 4 classificate si sono qualificate per i play-off, mentre le ultime due per i play-out.
Le gare della post-season si sono tutte giocate al meglio delle tre gare.
Fra il girone di andata e quello di ritorno, le squadre si sono incontrate in un torneo parallelo, disputato con un ulteriore girone di sola andata, che metteva in palio la Coppa dei Comitati.

## Stagione regolare

### Classifica del campionato
La classifica al termine del girone di andata e ritorno fu la seguente:
| Pos. | Squadra           | Pt | G  | V | VOT | POT | P  | GF | GS |
| ---- | ----------------- | -- | -- | - | --- | --- | -- | -- | -- |
| 1.   | Aosta Gladiators  | 24 | 10 | 8 | 0   | 0   | 2  | 52 | 25 |
| 2.   | Pinerolo          | 21 | 10 | 7 | 0   | 0   | 3  | 56 | 24 |
| 3.   | Real Torino       | 20 | 10 | 6 | 1   | 0   | 3  | 48 | 34 |
| 4.   | Torino Bulls      | 13 | 10 | 4 | 0   | 1   | 5  | 37 | 50 |
| 5.   | Diavoli Rossoneri | 12 | 10 | 4 | 0   | 0   | 6  | 39 | 48 |
| 6.   | Ambrosiana        | 0  | 10 | 0 | 0   | 0   | 10 | 18 | 69 |

### Classifica Coppa dei Comitati
Il Pinerolo si è aggiudicato la Coppa dei Comitati:
| Pos. | Squadra           | Pt | G | V | VOT | POT | P | GF | GS |
| ---- | ----------------- | -- | - | - | --- | --- | - | -- | -- |
| 1.   | Pinerolo          | 13 | 5 | 4 | 0   | 1   | 0 | 27 | 12 |
| 2.   | Real Torino       | 12 | 5 | 3 | 1   | 1   | 0 | 28 | 15 |
| 3.   | Aosta Gladiators  | 11 | 5 | 3 | 1   | 0   | 1 | 20 | 11 |
| 4.   | Torino Bulls      | 6  | 5 | 2 | 0   | 0   | 3 | 17 | 19 |
| 5.   | Diavoli Rossoneri | 3  | 5 | 1 | 0   | 0   | 4 | 14 | 28 |
| 6.   | Ambrosiana        | 0  | 5 | 0 | 0   | 0   | 5 | 10 | 30 |

## Play-out
|  | Play-out |                   |                   |   |   |  |
|  |          |                   |                   |   |   |  |
|  | 5        | Diavoli Rossoneri | Diavoli Rossoneri | 9 | 9 |  |
|  | 6        | Ambrosiana        | Ambrosiana        | 2 | 1 |  |

## Play-off
La disputa delle semifinali, inizialmente prevista per il 2, 9 e 16 marzo, è stata poi posticipata di una settimana per indisponibilità del PalaTazzoli di Torino, che avrebbe dovuto ospitare entrambi gli incontri di gara 1.

### Tabellone
|  | Semifinali | Semifinali       | Semifinali       | Semifinali | Semifinali |  |  | Finale | Finale           | Finale           | Finale | Finale |  |
|  |            |                  |                  |            |            |  |  |        |                  |                  |        |        |  |
|  | 1          | Aosta Gladiators | Aosta Gladiators | 4‡         | 7          |  |  |        |                  |                  |        |        |  |
|  | 4          | Torino Bulls     | Torino Bulls     | 3          | 0          |  |  | 1      | Aosta Gladiators | Aosta Gladiators | 2      | 1      |  |
|  | 2          | Pinerolo         | Pinerolo         | 1          | 2          |  |  | 3      | Real Torino      | Real Torino      | 5      | 2      |  |
|  | 3          | Real Torino      | Real Torino      | 5          | 3‡         |  |  |        |                  |                  |        |        |  |

Legenda:
†: partita terminata ai tempi supplementari; ‡: partita terminata ai tiri di rigore

### Finale
| Torino 30 marzo 2014 | Real Torino | 5 – 2 (2:0; 1:2; 2:0) referto | Aosta Gladiators | Palaghiaccio Tazzoli |

| Aosta 6 aprile 2014 | Aosta Gladiators | 1 – 2 (1:0; 0:0; 0:2) referto | Real Torino | Palaghiaccio di Aosta |